# Tachina magnicornis
Espèce
Tachina magnicornis est une espèce d'insectes diptères brachycères de la famille des Tachinidae. Sa larve parasite des chenilles de papillons.

### Article connexe

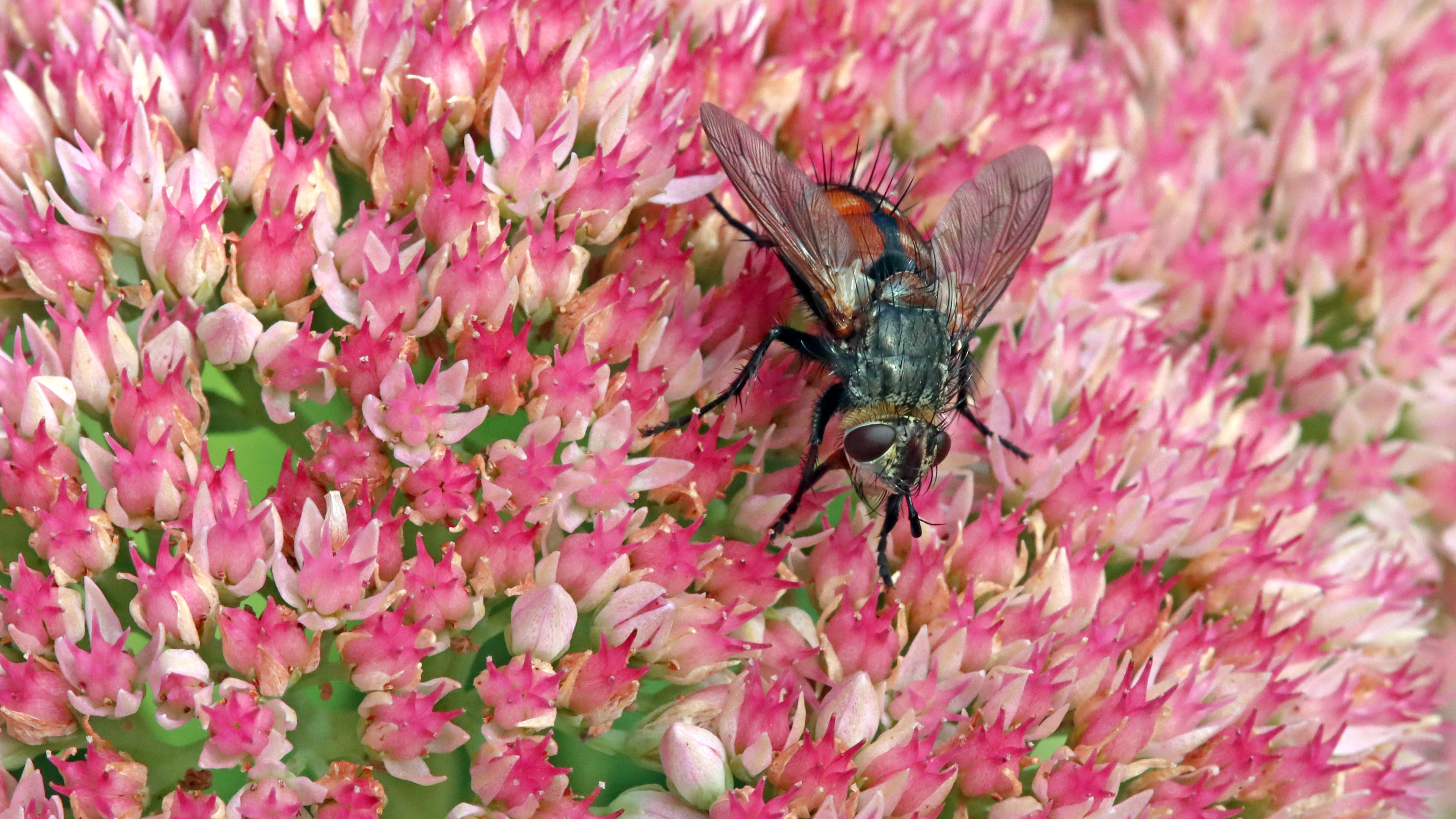
Tachina magnicornis